# Крешимир Зубак
Крешимир Зубак (нар. 25 січня 1947, Добой) — політичний діяч, член Президії Боснії і Герцеговини у 1996—1998 роках.
На початку боснійської війни 1992 року приєднався до Хорватської демократичної співдружності Боснії і Герцеговини. Після виходу Мате Бобана у відставку з поста президента Хорватської республіки Герцег-Босни Зубак став його наступником. Пізніше він займав пост президента Федерації Боснії і Герцеговини, а також був членом Президії Боснії і Герцеговини.
Заснував партію Нова хорватська ініціатива.